# Disuguaglianza di Bessel
In analisi funzionale, la disuguaglianza di Bessel, il cui nome è dovuto a Friedrich Bessel, è una proprietà dei coefficienti di Fourier rispetto ad un sistema ortonormale di un elemento {\displaystyle x} in uno spazio di Hilbert. Una forma più forte della disuguaglianza è fornita dal teorema di Riesz-Fischer.
Sia {\displaystyle H} uno spazio di Hilbert, e {\displaystyle e_{1},e_{2},\dots } sia un sistema ortonormale in {\displaystyle H}. Allora, per qualsiasi {\displaystyle x} in {\displaystyle H} si ha che:
{\displaystyle \sum _{k=1}^{\infty }\left\vert \left\langle x,e_{k}\right\rangle \right\vert ^{2}\leq \left\Vert x\right\Vert ^{2}}
dove {\displaystyle \langle ,\rangle } denota il prodotto interno dello spazio di Hilbert {\displaystyle H}. Se si definisce:
{\displaystyle x'=\sum _{k=1}^{\infty }\left\langle x,e_{k}\right\rangle e_{k}}
la disuguaglianza di Bessel ci dice che la serie converge, infatti in questo caso si ottiene l'uguglianza dei termini e il vettore {\displaystyle x'} può essere descritto completamente nel sistema ortonormale.
Per una successione ortonormale completa (ovvero una successione ortonormale che è una base ortonormale), vale l'identità di Parseval, ovvero vale l'uguaglianza al posto della disuguaglianza, ed inoltre:
{\displaystyle x=\sum _{k=1}^{\infty }\left\langle x,e_{k}\right\rangle e_{k}}
La disuguaglianza di Bessel segue dall'identità:
{\displaystyle 0\leq \|x-\sum _{k=1}^{n}\langle x,e_{k}\rangle e_{k}\|^{2}=\|x\|^{2}-2\sum _{k=1}^{n}|\langle x,e_{k}\rangle |^{2}+\sum _{k=1}^{n}|\langle x,e_{k}\rangle |^{2}=\|x\|^{2}-\sum _{k=1}^{n}|\langle x,e_{k}\rangle |^{2}}
che vale per qualsiasi {\displaystyle n}, escluso {\displaystyle n} minore di {\displaystyle -1}.